# Rewolucja witkowska
Rewolucja witkowska – seria wydarzeń o charakterze polityczno-militarnym poprzedzająca wybuch powstania wielkopolskiego na terenie Witkowa, część szerszych wystąpień rewolucyjnych w Cesarstwie Niemieckim i Rzeszy Niemieckiej z 1918 roku.

## Przebieg wydarzeń
Od końca października 1918 na terenie Wielkopolski rosły nastroje rewolucyjne, wywołane brakami aprowizacyjnymi, bezrobociem oraz trwającą już kilka lat wojną. Do Polaków docierały też liczne informacje z frontów oraz doświadczenia rewolucji w Niemczech i Rosji. Wszystko to wpływało na stopniową radykalizację nastrojów społecznych, przede wszystkim wśród warstw najuboższych, najbardziej dotkniętych kryzysem wojennym.
Wzorując się na doświadczeniach innych miast niemieckich tego okresu, zorganizowano w Witkowie 12 listopada 1918 Radę Robotniczo-Żołnierską, czego inicjatorami byli ksiądz Malczewski i Stefan Lutomski. W skład Rady weszli robotnicy i żołnierze, w tym np. marynarz Stanisław Gaworzewski, służący uprzednio w Kilonii, gdzie 3 listopada wybuchł bunt marynarzy, początkujący rewolucję listopadową.
Starostą mianowano Nepomucena Mukułowskiego, ziemianina z Kołaczkowa. Sekretarzem powiatowym został Jan Cieślawski (urzędnik bankowy). Oficjalnemu burmistrzowi Hertelowi przydzielono pomocnika z ramienia Rady – Ignacego Knasta.
Rada, z dniem 13 listopada, zaczęła sprawować całkowitą władzę w powiecie Witkowo, zabezpieczając przede wszystkim porządek publiczny, dostarczając żywność i zapewniając obsługę komunikacyjną, w tym kolejową. Z wielu okien wywieszono czerwone sztandary, a część urzędników niemieckich przystroiła się socjalistycznymi wstążkami. Powiat Witkowo zaczął wydawać własną walutę, markę witkowską. Z urzędów zaczęto usuwać Niemców, między innymi landrata Uda de Roberti-Jessena. Sprawa ta wywołała niezadowolenie władz państwowych, co znalazło nawet oddźwięk w prasie ogólnokrajowej.
25 listopada przybyło do Witkowa dwustu żołnierzy, celem głównie zastraszenia ludności, jednak po negocjacjach z Radą i otrzymaniu darmowych biletów do domu, wojsko to rozjechało się, porzucając swoją służbę. Druga grupa żołnierzy (E-34 Heimatschutz-Ost) przybyła 7 grudnia o godz. 10.30, w liczbie 180 ludzi i trzech oficerów. Ta grupa była dużo bardziej zdyscyplinowana. Doszło do rozwiązania Rady i odwołania starosty. Zastraszono też ludność cywilną. Pat trwał do 28 grudnia, kiedy to w hotelu Ignacego Knasta zwołano naradę, celem opracowania planu ostatecznego rozbrojenia Niemców. W następstwie tego wybuchło w Witkowie powstanie wielkopolskie, ostatecznie kończąc panowanie niemieckie w tym rejonie Wielkopolski.
Rada robotnicza i żołnierska dążyła do jak najszybszego obsadzenia wszystkich stanowisk przez Polaków. Postanowiono przede wszystkim usunąć landrata de Roberti-Jessena i jego sekretarza Wacholza. Egzekucji tego postanowienia podjął się w dniu 12 listopada, przybyły z Kilonii, marynarz Stanisław Gaworzewski. Udał się do biura landrata z kilkoma żołnierzami, komunikując decyzję Rady i żądając natychmiastowego ustąpienia. De Roberti-Jessen, widząc Gaworzewskiego w mundurze marynarza z Kilonii (Matrose aus Kiel), złożył urząd niezwłocznie oraz oświadczył, że nie posiada żadnej broni palnej ani amunicji. Jak wynikło z późniejszych informacji, landrat uległ sile oddziaływania kilońskiego munduru marynarskiego i zarzekał się, że nie poddałby się tak łatwo, wiedząc, że Gaworzewski jest osobą pochodzącą z Witkowa. Delegacja żołnierska rozbroiła przy okazji dwóch żandarmów ze starostwa. Pozamykano wszystkie biura, a klucze przekazano nowemu staroście – Nikodemowi Mukułowskiemu. De Roberti-Jessen zamieszkiwał nadal w służbowej willi starosty, co dawało lokalnym Niemcom znak siły i nadziei oraz tymczasowości rozwiązań rewolucyjnych. W związku z tym Rada zakomunikowała byłemu landratowi, żeby opuścił Witkowo, gdyż nie może już odpowiadać za jego bezpieczeństwo. Wystraszony landrat opuścił powiat wraz z rodziną w dniu 17 listopada.
Usunięcie de Robertiego-Jessena nie zostało zaaprobowane przez prezydenta rejencji bydgoskiej – Friedricha von Bülowa, którego powiadomiono o decyzjach Rady telegramem. Von Bülow odpowiedział Mukułowskiemu: Nie mogę uznać w żaden sposób, że pan masz upoważnienie do sprawowania urzędu starosty powiatu witkowskiego. Wynikało to z faktu, że rząd niemiecki zezwolił Radom jedynie na przyznawanie kontrolerów poszczególnym urzędnikom, a nie na ich całkowitą wymianę. Von Bülow nakazał więc przywrócić urząd de Robertiemu-Jessenowi, a tymczasowo przydzielił mu powiat wieleński. Ze względu na dalsze wydarzenia powstania wielkopolskiego landrat nigdy już nie odzyskał stanowiska, ani też nie powrócił do Witkowa. Zmarł w 1953 roku w Wilhelmshaven.